# 夫拉維亞
夫拉維亞（英語：Flavian，？—449年8月11日），也譯作弗拉維，有時被稱作夫拉維亞一世，在446至449年擔任君士坦丁堡大主教一職。他被東正教及天主教冊封為聖人。